# جوفينسان
جوفينسان هي بلدة وبلدية في منطقة وادي أوستا في شمال غرب إيطاليا.

## تاريخ
تم منح شعار النبالة واللافتة بموجب مرسوم صادر عن رئيس الجمهورية بتاريخ 25 أكتوبر 1994.
يجمع شعار النبالة بين شعار اثنين من المنازل الإقطاعية التي امتلكت أراضي جوفينشان في العصور الوسطى: دي لا تور أون غريسان ( باللون الأسود، مع الأسد الذهبي، المسلح واللسان بالغول ) ودايمافيلز ( من الذهب، للأسد باللون الأسود، المسلح واللسان باللون الأحمر )، مع إضافة الرأس باللون الأحمر، مأخوذ من شعار النبالة لأسياد تشالانت، الذين تم منحهم سيادة أيمافيل عام 1354 ( فضي، أحمر عند الرأس، أسود عند شريط العبور). تشير العملة السلتية التي تحاكي الدراخما الفضية اليونانية والتي تم العثور على مثال لها في الأرض المجاورة لبرج بومبيو في العصور الوسطى إلى مستوطنة ما قبل الرومان التي كان من الممكن أن تكون موجودة في الموقع.
اللافتة عبارة عن راية حمراء وسوداء.

## الأماكن الأثرية
يوجد في منطقة بومبيو فرن من عام 1893 وكنيسة سانتا باربرا.
ومن الجدير بالذكر أيضًا كنيسة القديس جوثارد التي تعود إلى نهاية القرن السابع عشر.
يهيمن برج الجرس وكنيسة الرعية الرومانية على القرية، وقد أعيد بناؤها عام 1452، وتم رسم اللوحات الجدارية من قبل الأخوين أرتاري. تم توسيع كنيسة الرعية لاحقًا في نهاية القرن التاسع عشر.
المكان الرئيسي المثير للاهتمام في المنطقة البلدية هو رعن شاتيلي، على طول الطريق الإقليمي 20 المؤدي إلى أيمافيل، والذي تقول الأسطورة إنه المكان الذي تم فيه بناء عاصمة سالاسا، كورديل (كورديليا). توجد هنا كنيسة سان جورج أون شاتيلير الصغيرة، التي تم بناؤها عام 1661، بعد طاعون عام 1630، ككنيسة صغيرة تخدم قلعة جوفينسانو وتم ترميمها مؤخرًا. بجوار الكنيسة يوجد برج سلاسي أو معقل بومبيو، وهو أطلال يتم الخلط بينه وبين القلعة في بعض الأحيان، بينما بمجرد تسلق الرعن تصل في غضون دقائق قليلة إلى الأطلال الحقيقية لقلعة جوفينشان، وتسمى أيضًا قلعة الطغاة. القلعة يعود تاريخه إلى القرن الثالث عشر، وقد تم هدمه بالأرض في القرن الرابع عشر على يد كونت سافوي، ولهذا السبب لم يتم الحفاظ إلا على قاعدة برج دائري وبقايا الجدران السميكة للإشارة إلى عظمة المبنى. كان الرعن موضع اهتمام البلدية مع الترميم الجزئي للموقع الذي حدث في منتصف العقد الأول من القرن الحادي والعشرين، وتزويده بالإضاءة، لكنه لا يزال في حالة من التدهور. ويقضي أحد الاقتراحات باستخدام الرعن كحديقة نباتية للنباتات الطبية كمكمل للبيت العلاجي القديم. لا يزال الموقع في الوقت الحاضر قليل الدراسة من الناحية الأثرية، على الرغم من أن بعض النتائج في المنطقة تؤكد فرضية المستوطنات القديمة.

## السكان
التطور الديموغرافي للسكان المسجلين: 

## اقتصاد
جوفينسان بلدية ذات مهنة زراعية بارزة بشكل خاص في زراعة الكروم (يزرع عنب البيتي روج، الجاماي والبينوت نوير) وتشجير نباتات الفاكهة، والتي شاركت منذ عام 1967 في جمعية الفاكهة التعاونية في جوفينشان.
النشاط الاقتصادي المهم الآخر هو تربية الماشية، وبدرجة أقل الأغنام ، مع إنتاج الألبان المقابل.